# Posthoornkerk

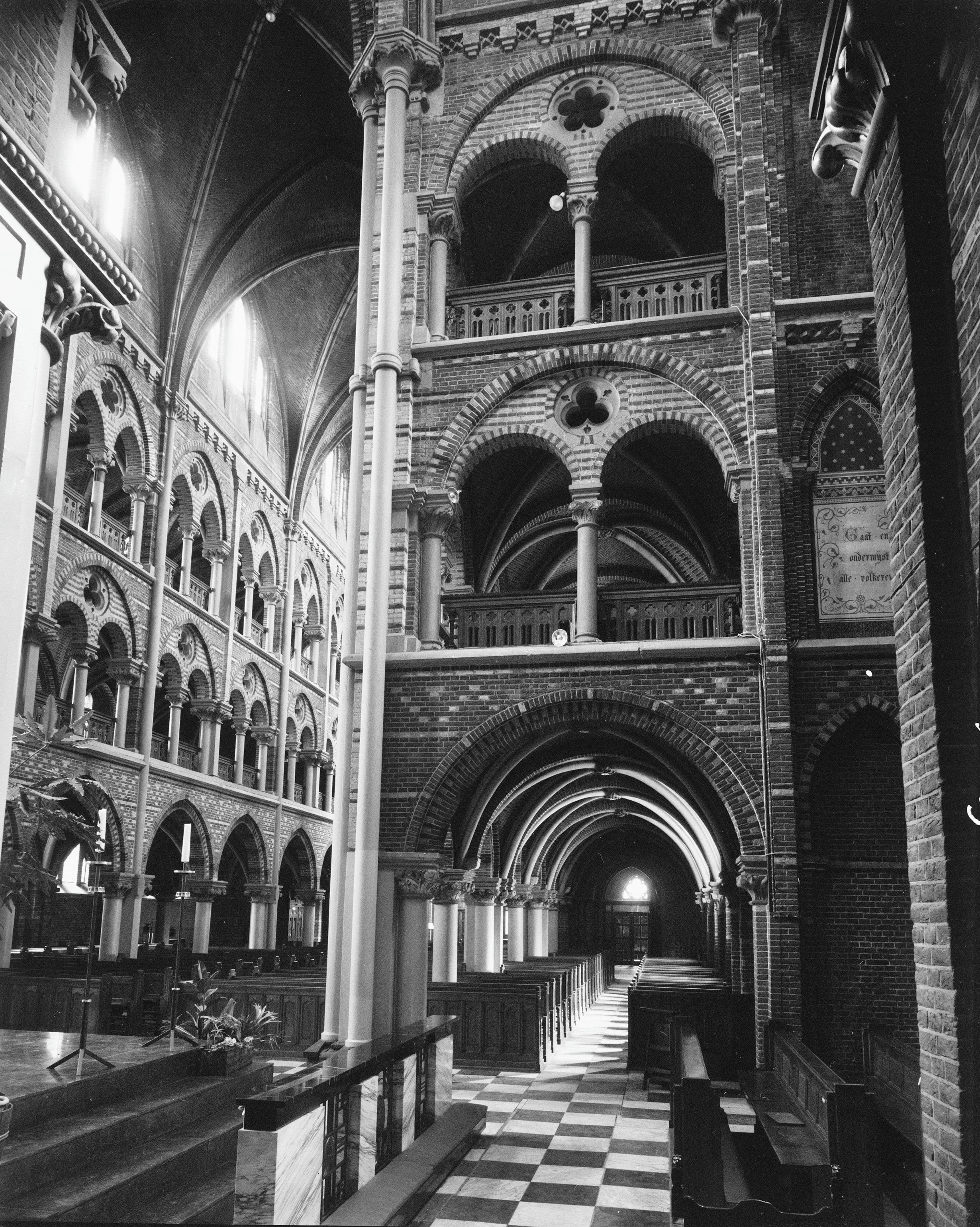
Interieur (1964)

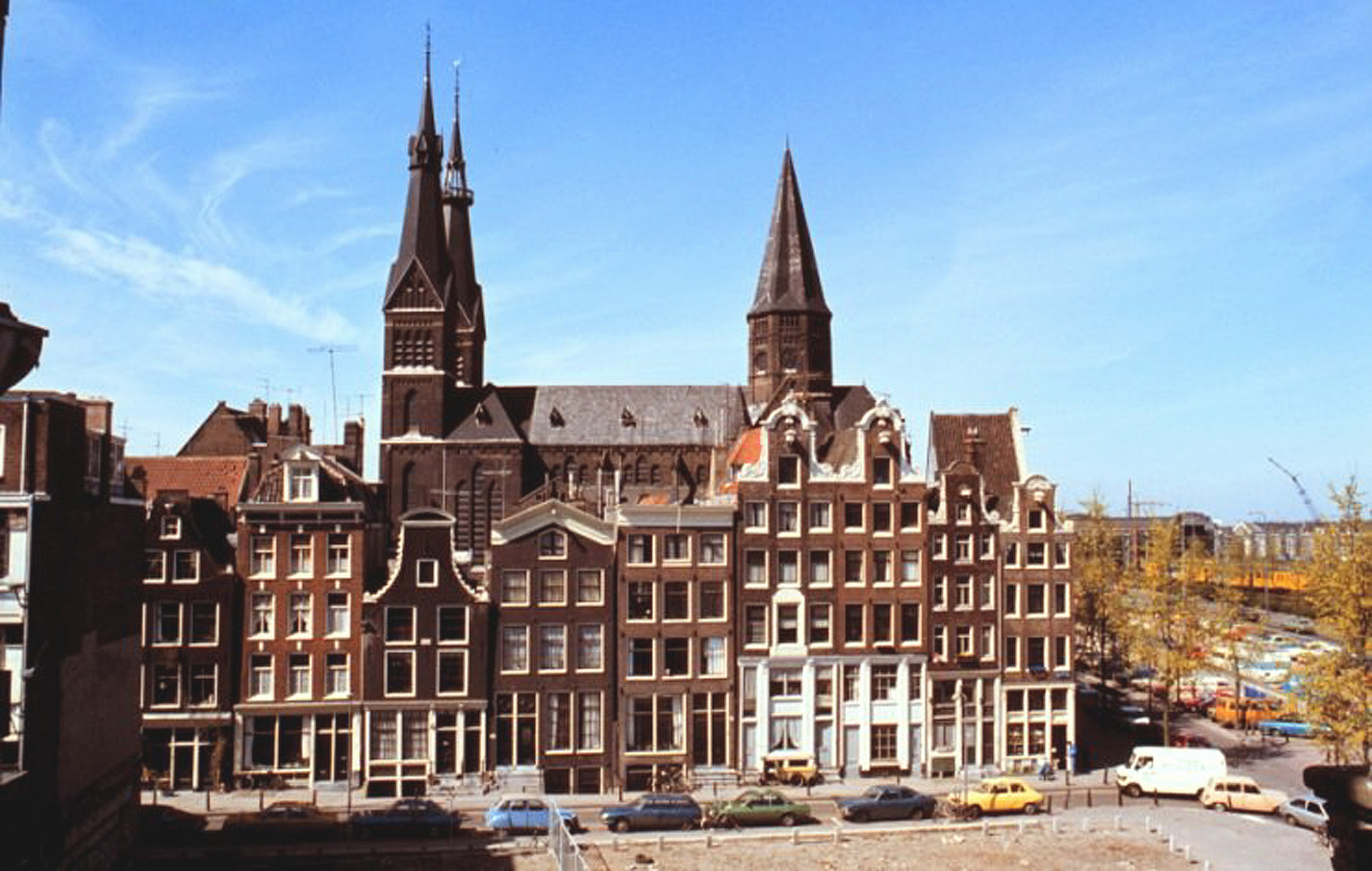
De Posthoornkerk. Foto: bma.amsterdam.nl.

De Posthoornkerk, officiële naam Onze Lieve Vrouwe Onbevlekt Ontvangen, is een kerkgebouw aan de Haarlemmerstraat te Amsterdam.
Architect van de Posthoornkerk was P.J.H. Cuypers, die het gebouw in 1860 ontwierp. De kerk verving de bouwvallig geworden schuilkerk De Posthoorn aan de Prinsengracht, waarvan de naam overgenomen werd, nadat een eerdere poging van pastoor Antonius Arnoldus Steinbach om op de oude locatie een nieuwe te bouwen door tegenwerking van het departement voor de R.K.Eeredienst in 1836 was mislukt, omdat direct om de hoek aan de Keizersgracht net even eerder de statie De Zaaier haar bedehuis al door nieuwbouw had vervangen.
De nieuwe Posthoornkerk van Cuypers kwam in twee fasen tot stand; tussen 1860 en 1863 werden koor, transept, vieringtoren en schip gebouwd terwijl de kerk van 1887 tot 1889 werd gecompleteerd met een tweetorenfront. Omdat de kerk niet vrijstaand kon worden gebouwd werd zij extra hoog uitgevoerd. Om de beperkte ruimte optimaal te benutten werd de kerk inwendig voorzien van galerijen boven de zijbeuken. Terwijl het exterieur in neogotische stijl is, stond voor het interieur de laat-romaanse Munsterkerk in Roermond model.
De Posthoornkerk werd in 1963 buiten dienst gesteld. Hoewel in 1972 de status van Rijksmonument werd toegekend waren er tot 1987 sloopplannen. In 1986 ontfermde stichting de Posthoornkerk zich over het gebouw, dat sindsdien voor onder meer tentoonstellingen en concerten wordt gebruikt. Later heeft Stadsherstel Amsterdam NV het pand net als de eveneens door Cuypers ontworpen Vondelkerk herbestemd. In de Posthoornkerk bevinden zich tegenwoordig verschillende bedrijven en de kerk is af te huren voor verschillende evenementen.